# Championnat du Brésil de basket-ball
Le championnat du Brésil de basket-ball est le plus haut niveau du basket-ball masculin au Brésil. 17 clubs participent au championnat.
Un championnat binational est aussi organisé entre les meilleures équipes d'Argentine et du Brésil.

## Équipes
| Équipe                      | Ville               | État              | Salle                                                  | Capacité |
| --------------------------- | ------------------- | ----------------- | ------------------------------------------------------ | -------- |
| Basquetebol Bauru           | Bauru               | São Paulo         | Ginásio Panela de Pressão                              | 2 000    |
| Botafogo                    | Rio de Janeiro      | Rio de Janeiro    | Stade du Général Severiano                             | 1 000    |
| Brasília Basquete           | Brasília            | District fédéral  | Nilson Nelson                                          | 11 397   |
| Caxias do Sul               | Caxias do Sul       | Rio Grande do Sul | Ginásio do SESI                                        | 4 500    |
| Corinthians                 | São Paulo           | São Paulo         | Ginásio Wlamir Marques                                 | 6 500    |
| Flamengo                    | Rio de Janeiro      | Rio de Janeiro    | Ginásio Maracanãzinho                                  | 11 800   |
| Fortaleza/Cearense          | Fortaleza           | Ceará             | Centro de Formação Olímpica                            | 17 100   |
| Franca                      | Franca              | São Paulo         | Pedrocão                                               | 6 000    |
| Minas                       | Belo Horizonte      | Minas Gerais      | Arena Minas TC                                         | 4 000    |
| Basquetebol Mogi das Cruzes | Mogi das Cruzes     | São Paulo         | Ginásio Prof. Hugo Ramos                               | 5 000    |
| Basquetebol Pato Basquete   | Pato Branco         | Paraná            | Ginásio do SESI                                        | 1 000    |
| Paulistano                  | São Paulo           | São Paulo         | Ginásio Antonio Prado Junior                           | 1 280    |
| Pinheiros                   | São Paulo           | São Paulo         | Ginásio Poliesportivo Henrique Villaboim               | 850      |
| Basquetebol São José        | São José dos Campos | São Paulo         | Ginásio Linneu de Moura                                | 1 600    |
| São Paulo                   | São Paulo           | São Paulo         | Ginásio Poliesportivo Doutor Antônio Leme Nunes Galvão | 1 918    |
| União Corinthians           | Santa Cruz do Sul   | Rio Grande do Sul | Ginásio Poliesportivo Arnão                            | 6 000    |
| Unifacisa                   | Campina Grande      | Paraíba           | Arena Unifacisa                                        | 1 200    |

Note
- Après trois ans de partenariat avec Universo, Brasília Basquete a mis fin à ce partenariat et évolue désormais en NBB de manière indépendante. L'équipe ne conserve pas les résultats de l'ancienne équipe de Brasília (Lobos Brasília).

## Palmarès
| Saison    | Champion                                         | Finaliste                                        | Score                                            | MVP                                              | Entraîneur de l'année                            |
| --------- | ------------------------------------------------ | ------------------------------------------------ | ------------------------------------------------ | ------------------------------------------------ | ------------------------------------------------ |
| 2009      | CR Flamengo                                      | Universo Brasilia                                | 3-2 (series)                                     | Marcelinho Machado (FLA)                         | Paulo Sampaio (FLA)                              |
| 2009-2010 | Universo Brasilia                                | CR Flamengo                                      | 3-2 (series)                                     | Marcelinho Machado (FLA)                         | Lula Ferreira (BRA)                              |
| 2010-2011 | Universo Brasilia                                | Franca São Paulo                                 | 3-1 (series)                                     | Guilherme Giovannoni (BRA)                       | Hélio Rubens (FRA)                               |
| 2011-2012 | Universo Brasilia                                | São José Basketball                              | 78-62                                            | Murilo Becker (SJO)                              | Régis Marrelli (SJO)                             |
| 2012-2013 | CR Flamengo                                      | Unit Uberlândia                                  | 77-70                                            | Marquinhos (FLA)                                 | Lula Ferreira (FRA)                              |
| 2013-2014 | CR Flamengo                                      | CA Paulistano                                    | 78-73                                            | David Jackson (LIM)                              | Gustavo de Conti (PAU)                           |
| 2014-2015 | CR Flamengo                                      | Bauru Basquete                                   | 2-0 (series)                                     | Alex Garcia (BAU)                                | Dedé Barbosa (LIM)                               |
| 2015-2016 | CR Flamengo                                      | Bauru Basquete                                   | 3-2 (series)                                     | Marquinhos (FLA)                                 | José Alves Neto (FLA)                            |
| 2016-2017 | Bauru Basquete                                   | CA Paulistano                                    | 3-2 (series)                                     | Desmond Holloway (PIN)                           | Gustavo de Conti (PAU)                           |
| 2017-2018 | CA Paulistano                                    | Mogi Basquete                                    | 3-1 (series)                                     | Marquinhos (FLA)                                 | Gustavo de Conti (PAU)                           |
| 2018-2019 | CR Flamengo                                      | Franca São Paulo                                 | 3-2 (series)                                     | João Paulo Batista (MGO)                         | Léo Figueiró (BOT)                               |
| 2019-2020 | Saison annulé à cause de la pandémie de Covid-19 | Saison annulé à cause de la pandémie de Covid-19 | Saison annulé à cause de la pandémie de Covid-19 | Saison annulé à cause de la pandémie de Covid-19 | Saison annulé à cause de la pandémie de Covid-19 |
| 2020-2021 | CR Flamengo                                      | São Paulo FC                                     | 3-0 (series)                                     | Lucas Mariano (SPA)                              | Gustavo de Conti (FLA)                           |
| 2021-2022 | Franca São Paulo                                 | CR Flamengo                                      | 3-1 (series)                                     | Bruno Caboclo (SPA)                              | Helinho Garcia (FRA)                             |
| 2022-2023 | Franca São Paulo                                 | São Paulo FC                                     | 3-2 (series)                                     | Lucas Dias (SPA)                                 | Helinho Garcia (FRA)                             |
| 2023-2024 | Franca São Paulo                                 | CR Flamengo                                      | 3-2 (series)                                     | Lucas Dias (SPA)                                 | Paulo Cézar Jaú (FRA)                            |
| 2024-2025 | Franca São Paulo                                 | Minas                                            | 3-1 (series)                                     |                                                  |                                                  |

## Bilan par club
| Nombre de finales | Équipe              | V | D |
| ----------------- | ------------------- | - | - |
| 10                | CR Flamengo         | 7 | 3 |
| 6                 | Franca São Paulo    | 4 | 2 |
| 4                 | Universo Brasilia   | 3 | 1 |
| 3                 | Bauru Basquete      | 1 | 2 |
| 2                 | São Paulo FC        | 0 | 2 |
| 1                 | CA Paulistano       | 1 | 0 |
| 1                 | Mogi Basquete       | 0 | 1 |
| 1                 | São José Basketball | 0 | 1 |
| 1                 | Unitri Ubêrlandia   | 0 | 1 |
| 1                 | Minas               | 0 | 1 |